# Litsea neesiana
Litsea neesiana är en lagerväxtart som först beskrevs av Johannes Conrad Schauer, och fick sitt nu gällande namn av William Botting Hemsley. Litsea neesiana ingår i släktet Litsea och familjen lagerväxter. Inga underarter finns listade i Catalogue of Life.